# Вег, Аттила
Аттила Вег (венг. Végh Attila; род. 9 августа 1985, Дунайска-Стреда) — словацкий боец смешанного стиля венгерского происхождения, выступающий на профессиональном уровне начиная с 2008 года. Известен по участию в турнирах таких бойцовских организаций как Bellator MMA, KSW, M-1 Global, владел титулом чемпиона Bellator в полутяжёлой весовой категории (2013—2014).

## Биография
Аттила Вег родился 9 августа 1985 года в городе Дунайска-Стреда, Чехословакия. Детство провёл в деревне Габчиково, в возрасте пятнадцати лет начал заниматься борьбой, в шестнадцать переключился на кэмпо-карате — впоследствии выиграл в этой дисциплине множество титулов, в том числе становился чемпионом Европы и мира, четырнадцать раз выигрывал национальное первенство Венгрии, получил чёрный пояс и второй дан.
В профессиональных боях ММА дебютировал в марте 2008 года, своего первого противника победил рычагом локтя в первом же раунде. Дрался довольно часто, так, за первый год карьеры сумел одержать девять побед подряд — преимущественно на турнирах в Словакии, Чехии и Венгрии. Первое в карьере поражение потерпел в мае 2009 года на турнире KSW в Польше единогласным решением судей от местного бойца Лукаша Юрковского.
Продолжив принимать участие в боях, появился во многих промоушенах Центральной и Восточной Европы, взял верх над такими именитыми соперниками как Асламбек Саидов, Эгидиюс Валавичюс, Бага Агаев, свёл к ничьей поединок с Адланом Амаговым.
Благодаря череде удачных выступлений в 2012 году привлёк к себе внимание крупного американского промоушена Bellator MMA и дебютировал здесь победой раздельным решением над Дэниелом Споном. Позже стал участником гран-при полутяжёлого веса, где последовательно прошёл всех троих своих соперников и завоевал тем самым право оспорить титул чемпиона Bellator, который на тот момент принадлежал французу Кристиану М’Пумбу. Чемпионский бой между ними состоялся в феврале 2013 года, и Вег победил единогласным решением судей.
Тем не менее, Аттила Вег оставался чемпионом Bellator не долго, уже в марте 2014 года во время первой защиты своего титула раздельным решением он потерпел поражение от американца Эмануэля Ньютона, которого ранее уже побеждал в полуфинале гран-при, тоже раздельным решением. В августе того же года в числе двенадцати других бойцов был уволен из Bellator.
В 2015 году Вегу предложили оспорить вакантный титул чемпиона KSW в полутяжёлом весе, однако другой претендент, хорват Горан Рельич, оказался сильнее, победив раздельным решением судей. В июне 2016 года дрался за титул чемпиона M-1 Challenge в тяжёлой весовой категории, был нокаутирован действующим чемпионом организации Александром Волковым из России.

## Статистика в профессиональном ММА
| Боёв 44  | Побед 33 | Поражений 9 |
| -------- | -------- | ----------- |
| Нокаутом | 11       | 3           |
| Сдачей   | 12       | 1           |
| Решением | 10       | 5           |
| Ничьи    | 2        | 2           |

| Результат | Рекорд | Соперник               | Способ                     | Турнир                                                  | Дата             | Раунд | Время | Место                   | Примечание                                              |
| --------- | ------ | ---------------------- | -------------------------- | ------------------------------------------------------- | ---------------- | ----- | ----- | ----------------------- | ------------------------------------------------------- |
| Победа    | 33-9-2 | Карлос Вемола          | KO (удар рукой)            | Oktagon 15                                              | 9 ноября 2019    | 1     | 2:07  | Прага, Чехия            |                                                         |
| Поражение | 32-9-2 | Вёрджил Цвиккер        | KO (удары руками)          | Oktagon 12                                              | 8 июня 2019      | 1     | 3:18  | Братислава, Словакия    |                                                         |
| Победа    | 32-8-2 | Майкел Фалкан          | Единогласное решение       | Oktagon 10                                              | 17 ноября 2018   | 3     | 5:00  | Прага, Чехия            |                                                         |
| Победа    | 31-8-2 | Трэвис Фултон          | Сдача (треугольник руками) | Oktagon 4: Challenge Finals 2                           | 12 ноября 2017   | 1     | 3:23  | Братислава, Словакия    |                                                         |
| Победа    | 30-8-2 | Пол Бирн               | Единогласное решение       | Oktagon 3: Open Air                                     | 29 июля 2017     | 3     | 5:00  | Прага, Чехия            | Выиграл вакантный титул Oktagon MMA в полутяжёлом весе. |
| Поражение | 29-8-2 | Виктор Немков          | Единогласное решение       | M-1 Challenge 71                                        | 21 октября 2016  | 5     | 3:00  | Санкт-Петербург, Россия | Бой в полутяжёлом весе                                  |
| Поражение | 29-7-2 | Александр Волков       | KO (удары руками)          | M-1 Challenge 68: Shlemenko vs. Vasilevsky 2            | 16 июня 2016     | 1     | 2:38  | Москва, Россия          | Бой за титул чемпиона M-1 в тяжёлом весе                |
| Поражение | 29-6-2 | Горан Рельич           | Раздельное решение         | KSW XXXI                                                | 23 мая 2015      | 3     | 5:00  | Гданьск, Польша         | Бой за вакантный титул чемпиона KSW в полутяжёлом весе  |
| Поражение | 29-5-2 | Эмануэль Ньютон        | Раздельное решение         | Bellator 113                                            | 21 марта 2014    | 5     | 5:00  | Малвейн, США            | Потерял титул чемпиона Bellator в полутяжёлом весе      |
| Победа    | 29-4-2 | Кристиан М’Пумбу       | Единогласное решение       | Bellator 91                                             | 28 февраля 2013  | 5     | 5:00  | Рио-Ранчо, США          | Выиграл титул чемпиона Bellator в полутяжёлом весе      |
| Победа    | 28-4-2 | Трэвис Виуфф           | KO (удары руками)          | Bellator 73                                             | 24 августа 2012  | 1     | 0:25  | Таника, США             | Финал гран-при полутяжёлого веса                        |
| Победа    | 27-4-2 | Эмануэль Ньютон        | Раздельное решение         | Bellator 72                                             | 20 июля 2012     | 3     | 5:00  | Тампа, США              | Полуфинал гран-при полутяжёлого веса                    |
| Победа    | 26-4-2 | Зелг Галешич           | Сдача (удушение сзади)     | Bellator 71                                             | 22 июня 2012     | 1     | 1:00  | Честер, США             | Четвертьфинал гран-при полутяжёлого веса                |
| Победа    | 25-4-2 | Дэниел Спон            | Раздельное решение         | Bellator 66                                             | 20 апреля 2012   | 3     | 5:00  | Кливленд, США           |                                                         |
| Победа    | 24-4-2 | Йонас Билльштайн       | Сдача (треугольник)        | Heroes Gate 4                                           | 23 июня 2011     | 3     | N/A   | Прага, Чехия            |                                                         |
| Победа    | 23-4-2 | Григор Ашугбабян       | TKO (отказ от продолжения) | KSW 16                                                  | 21 мая 2011      | 2     | 0:26  | Гданьск, Польша         |                                                         |
| Победа    | 22-4-2 | Маркус Вянттинен       | Единогласное решение       | Rock and Brawl                                          | 14 мая 2011      | 3     | 5:00  | Коувола, Финляндия      |                                                         |
| Победа    | 21-4-2 | Бага Агаев             | TKO (corner stoppage)      | Heroes Gate 3                                           | 24 марта 2011    | 3     | N/A   | Прага, Чехия            |                                                         |
| Ничья     | 20-4-2 | Ханс Стрингер          | Единогласная ничья         | Nitrianska Noc Bojovnikov III: Ring of Honor            | 5 февраля 2011   | 2     | 5:00  | Нитра, Словакия         |                                                         |
| Поражение | 20-4-1 | Симон Карлсен          | TKO (удары руками)         | Heroes Gate 2                                           | 21 октября 2010  | 2     | 2:40  | Прага, Чехия            |                                                         |
| Победа    | 20-3-1 | Евгений Лапин          | Сдача (треугольник)        | Nitrianska Noc Bojovnikov: Ring of Honor                | 3 июня 2010      | 1     | 4:33  | Нитра, Словакия         |                                                         |
| Победа    | 19-3-1 | Эгидиюс Валавичюс      | Единогласное решение       | Heroes Gate 1                                           | 29 мая 2010      | 2     | 5:00  | Прага, Чехия            |                                                         |
| Ничья     | 18-3-1 | Адлан Амагов           | Единогласная ничья         | Azerbaijan Pankration Federation: Azerbaijan vs. Europe | 22 мая 2010      | 3     | 5:00  | Баку, Азербайджан       |                                                         |
| Поражение | 18-3   | Даниэль Табера         | Сдача (рычаг колена)       | KSW 13                                                  | 7 мая 2010       | 1     | 4:57  | Катовице, Польша        | Полуфинал гран-при полутяжёлого веса                    |
| Победа    | 18-2   | Лукаш Скибский         | TKO (удары коленями)       | KSW 13                                                  | 7 мая 2010       | 1     | 4:53  | Катовице, Польша        | Четвертьфинал гран-при полутяжёлого веса                |
| Победа    | 17-2   | Кристов Натаска        | KO (соккер-кики)           | KO Boxing Club Galanta: ODPLATA                         | 17 апреля 2010   | 1     | N/A   | Шаля, Словакия          |                                                         |
| Победа    | 16-2   | Борис Тонкович         | TKO (удары руками)         | Den Gladiatora 7                                        | 26 марта 2010    | 1     | 0:50  | Братислава, Словакия    |                                                         |
| Победа    | 15-2   | Александр Радосавлевич | Единогласное решение       | Noc Skorpiona 6                                         | 13 февраля 2010  | 3     | 5:00  | Карловац, Хорватия      |                                                         |
| Победа    | 14-2   | Игорь Хенц             | TKO (удары руками)         | Total FC: TotalFight                                    | 12 декабря 2009  | 1     | 3:30  | Венгрия                 |                                                         |
| Поражение | 13-2   | Тони Вальтонен         | Раздельное решение         | Shooto Finland: Helsinki Fight Night                    | 28 ноября 2009   | 3     | 5:00  | Хельсинки, Финляндия    |                                                         |
| Победа    | 13-1   | Арнольдас Йокнис       | Сдача (удары руками)       | Noc Bojov 1                                             | 31 октября 2009  | 1     | 1:11  | Нитра, Словакия         |                                                         |
| Победа    | 12-1   | Асламбек Саидов        | Сдача (треугольник)        | Kings of the Ring: Return of Gladiators                 | 16 октября 2009  | 2     | 2:23  | Брно, Чехия             |                                                         |
| Победа    | 11-1   | Любош Суда             | Сдача (рычаг локтя)        | Hell Cage 4                                             | 20 сентября 2009 | 1     | 1:30  | Прага, Чехия            |                                                         |
| Победа    | 10-1   | Густав Дитц            | TKO (удары руками)         | It’s Showtime: Budapest                                 | 29 августа 2009  | 1     | 1:13  | Будапешт, Венгрия       |                                                         |
| Поражение | 9-1    | Лукаш Юрковский        | Единогласное решение       | KSW 11                                                  | 15 мая 2009      | 2     | 5:00  | Варшава, Польша         |                                                         |
| Победа    | 9-0    | Себастьян Геркун       | TKO (сдача от ударов)      | Fight Stage Championship 3                              | 30 апреля 2009   | 1     | 2:41  | Кошице, Словакия        |                                                         |
| Победа    | 8-0    | Маркус Вагнер          | Сдача (треугольник руками) | Free Fight Championship: On Tour                        | 25 апреля 2009   | 1     | 1:33  | Йена, Германия          |                                                         |
| Победа    | 7-0    | Лукаш Туречек          | KO (удары руками)          | Hell Cage 3                                             | 29 марта 2009    | 1     | 0:12  | Прага, Чехия            |                                                         |
| Победа    | 6-0    | Жолт Затурецкий        | Единогласное решение       | Vendetta                                                | 15 марта 2009    | 2     | 5:00  | Чонград, Венгрия        |                                                         |
| Победа    | 5-0    | Маркус ди Галло        | Единогласное решение       | Fight Stage Championship 2                              | 10 ноября 2008   | 3     | 5:00  | Братислава, Словакия    |                                                         |
| Победа    | 4-0    | Мартин Войцик          | Сдача (рычаг локтя)        | Hell Cage 2                                             | 19 октября 2008  | 2     | 4:29  | Прага, Чехия            |                                                         |
| Победа    | 3-0    | Матиас Леванте         | TKO (удары руками)         | Total FC: TotalFight                                    | 20 августа 2008  | 1     | 0:55  | Пешт, Венгрия           |                                                         |
| Победа    | 2-0    | Матей Туркан           | TKO (сдача от ударов)      | Fight Stage Championship 1                              | 2 июня 2008      | 2     | 1:46  | Кошице, Словакия        |                                                         |
| Победа    | 1-0    | Матей Туркан           | Сдача (рычаг локтя)        | Top X-Fight 2: In the Middle of Nowhere                 | 29 марта 2008    | 1     | 4:35  | Жилина, Словакия        | Дебют в ММА                                             |